# Miasta w Afganistanie
Według danych oficjalnych pochodzących z 2012 roku Afganistan posiadał ponad 50 miast o ludności przekraczającej 1,5 tys. mieszkańców. Stolica kraju Kabul jako jedyne miasto liczyło ponad milion mieszkańców; 6 miast z ludnością 100÷500 tys.; 6 miast z ludnością 50÷100 tys., 10 miast z ludnością 25÷50 tys. oraz reszta miast poniżej 25 tys. mieszkańców.

## Największe miasta w Afganistanie

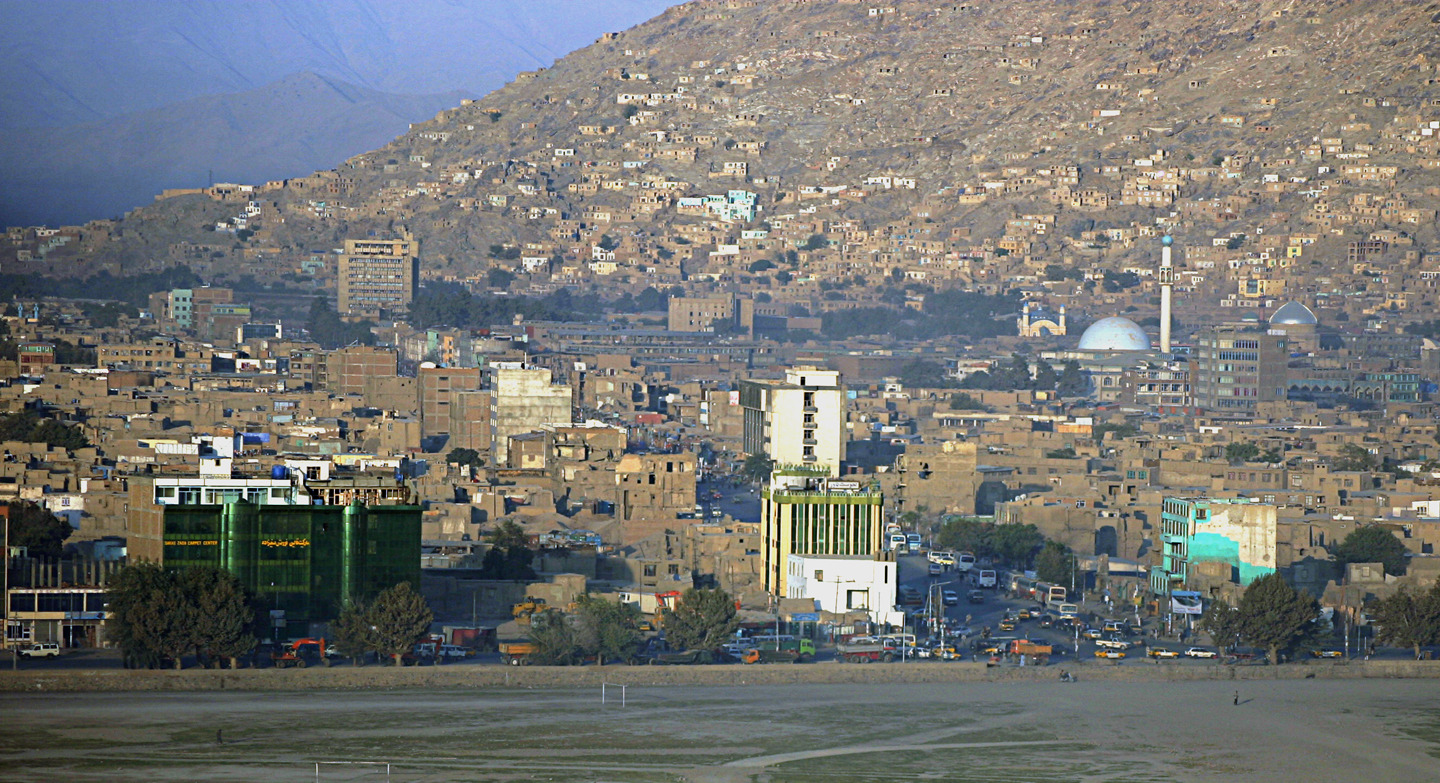
Kabul, stolica i największe miasto Afganistanu

Największe miasta w Afganistanie według liczebności mieszkańców (stan na 21.09.2012):
| L.p. | Miasto         | Wilajet   | Liczba ludności |
| ---- | -------------- | --------- | --------------- |
| 1.   | Kabul          | Kabul     | 3 289 000       |
| 2.   | Herat          | Herat     | 436 300         |
| 3.   | Kandahar       | Kandahar  | 397 500         |
| 4.   | Mazar-i Szarif | Balch     | 368 100         |
| 5.   | Dżalalabad     | Nangarhar | 206 500         |
| 6.   | Kunduz         | Kunduz    | 143 800         |
| 7.   | Pol-e Chomri   | Baghlan   | 101 100         |
| 8.   | Majmana        | Farjab    | 78 500          |
| 9.   | Szeberghan     | Dżozdżan  | 76 500          |

## Alfabetyczna lista miast w Afganistanie
(w nawiasie nazwa oryginalna w języku paszto)
- Ajbak (ایبک)
- Akcza (اقچه)
- Andchoj (اندخوی)
- Asadabad (اسعد اباد)
- Baghlan (بغلان)
- Balch (بلخ)
- Bamian (بامیان)
- Bazarak (بازارک)
- Chanabad (خان اباد)
- Cholm (خلم)
- Chost (خوست)
- Czaghczaran (چغچران)
- Czah Ab (چاه اب)
- Czarikar (چا ریکار)
- Daulatabad (دولت اباد)
- Dżalalabad (جلال اباد)
- Emam Saheb (حضرت امام صاحب)
- Fajzabad (Badachszan) (فيض آباد)
- Fajzabad (Dżozdżan) (فیض اباد)
- Farah (فراه)
- Gardez (گردیز)
- Ghazni (غزنی)
- Ghorjan (غوریان)
- Herat (هرات)
- Kabul (کابل)
- Kala-je Nau (قلعه نو)
- Kala-je Zal (قلعه ذال)
- Kalat (قلا ت)
- Kandahar (کندهار)
- Kunduz (کندز)
- Kuszk (کشک)
- Laszkargah (لشکر گاه)
- Mahmud-e Eraki (محمودراقی)
- Majdanszahr (میدان شهر)
- Majmana (میمنه)
- Mazar-i Szarif (مزار شریف)
- Mehtarlam (مهترلام)
- Nili (نیلی)
- Paghman (پغمان)
- Parun (پارون)
- Pol-e Alam (پل علم)
- Pol-e Chomri (پلخمری)
- Rostak (رستاق)
- Sangczarak (سنگچارک)
- Sar-e Pol (سرپل)
- Szaran (شرن)
- Szeberghan (شبر غان)
- Szolgara (شولگره)
- Talokan (تالقان)
- Tirin Kot (ترینکوت)
- Zarandż (زرنج)